# Intoshia
Genre
Intoshia est un genre d'orthonectides de la famille des Rhopaluridae.

## Description
Ce sont des parasites d'invertébrés marins.

## Liste des espèces
Selon George Slyusarev dans Joel Hallan :
- Intoshia leptoplanae Giard, 1877
- Intoshia linei Giard, 1877
- Intoshia metchnikovi (Caullery & Mesnil, 1899)
- Intoshia paraphanostomae (Westblad, 1942)
- Intoshia variabili (Alexandrov & Sljusarev, 1992)

## Publication originale
- Giard, 1877 : Sur les Orthonectida, classe nouvelle d'animaux parasites des Echinodermes et des Turbellaries. Comptes Rendus Hebdomadaires des Séances de l'Académie des Sciences, Paris, vol. 85, n. 18, p. 812-814.